# Tripoli sur le Méandre
Pour les articles homonymes, voir Tripoli.
Tripoli sur le Méandre (grec ancien : Τρίπολις / Tripolis, Étymologie. Τριπολίτης / Tripolitês / Tripolitis, latin : Tripolis ad Maeandrum) – également appelée Neapolis (grec ancien : Νεάπολις / Néapolis), Apollonia (grec ancien : Απολλωνία / Apollônia) et Antoniopolis (grec ancien : Αντωνιόπολις / Antoniopolis / Adoniopolis) – est une cité antique aux confins de la Phrygie, de la Carie et de la Lydie, sur la rive nord du cours supérieur du Méandre, et sur la route menant de Sardes par Philadelphie à Laodicée ad Lycum. Elle est située 20 km au nord-ouest de Hiérapolis.

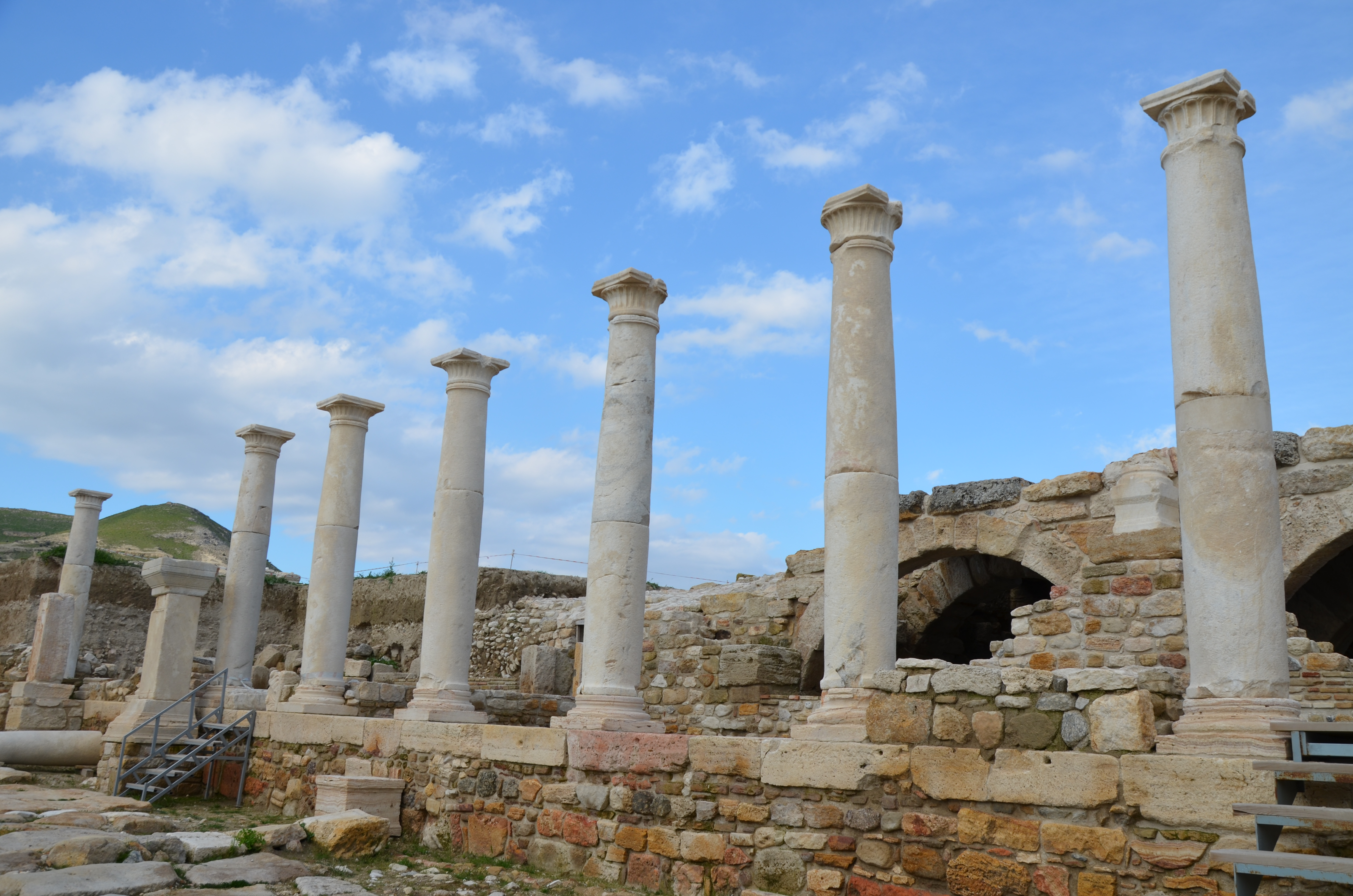
Ruines de Tripoli sur le Méandre près de Yenicekent, Turquie

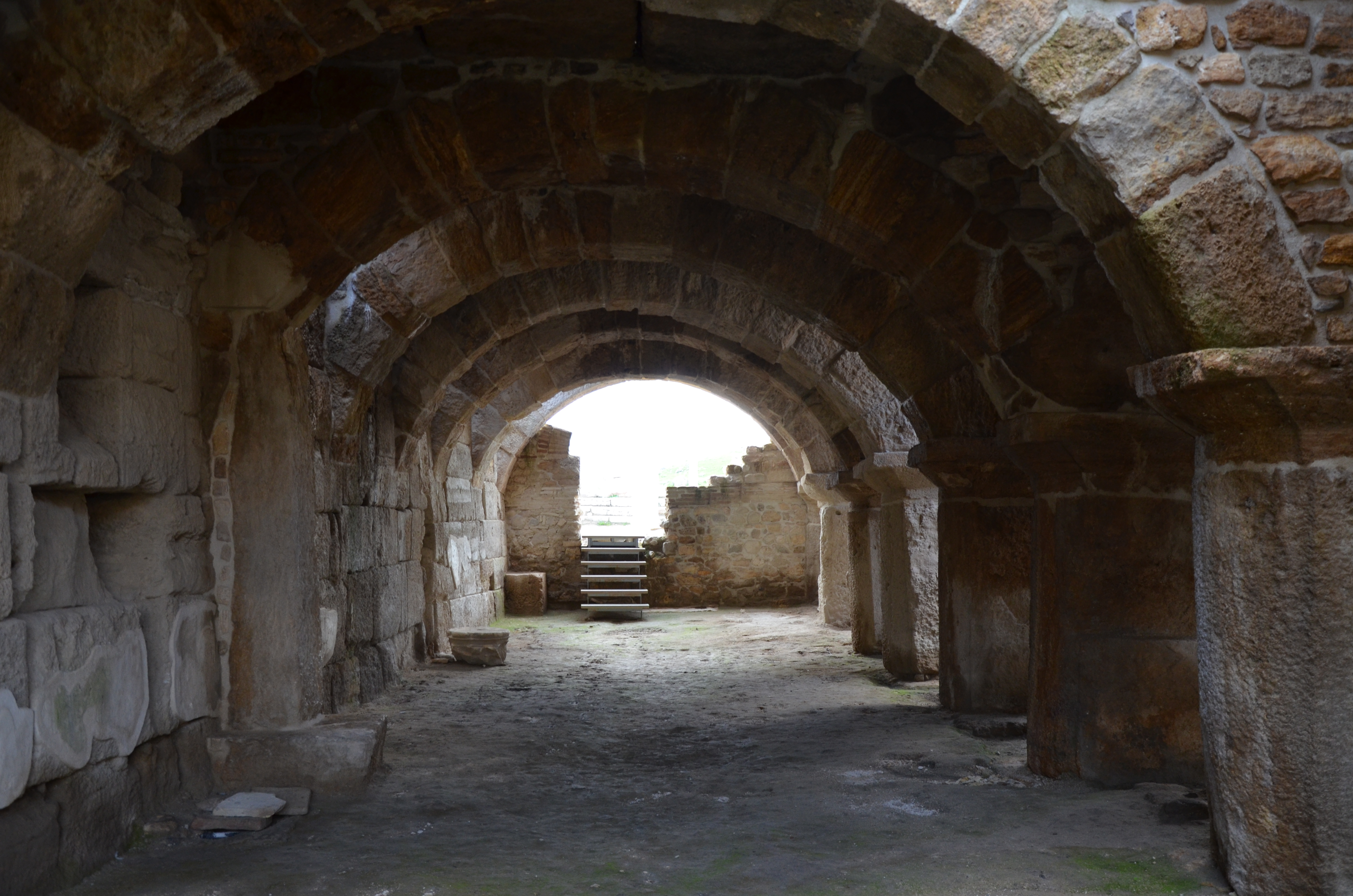
Arc de soutien à Tripoli, Turquie

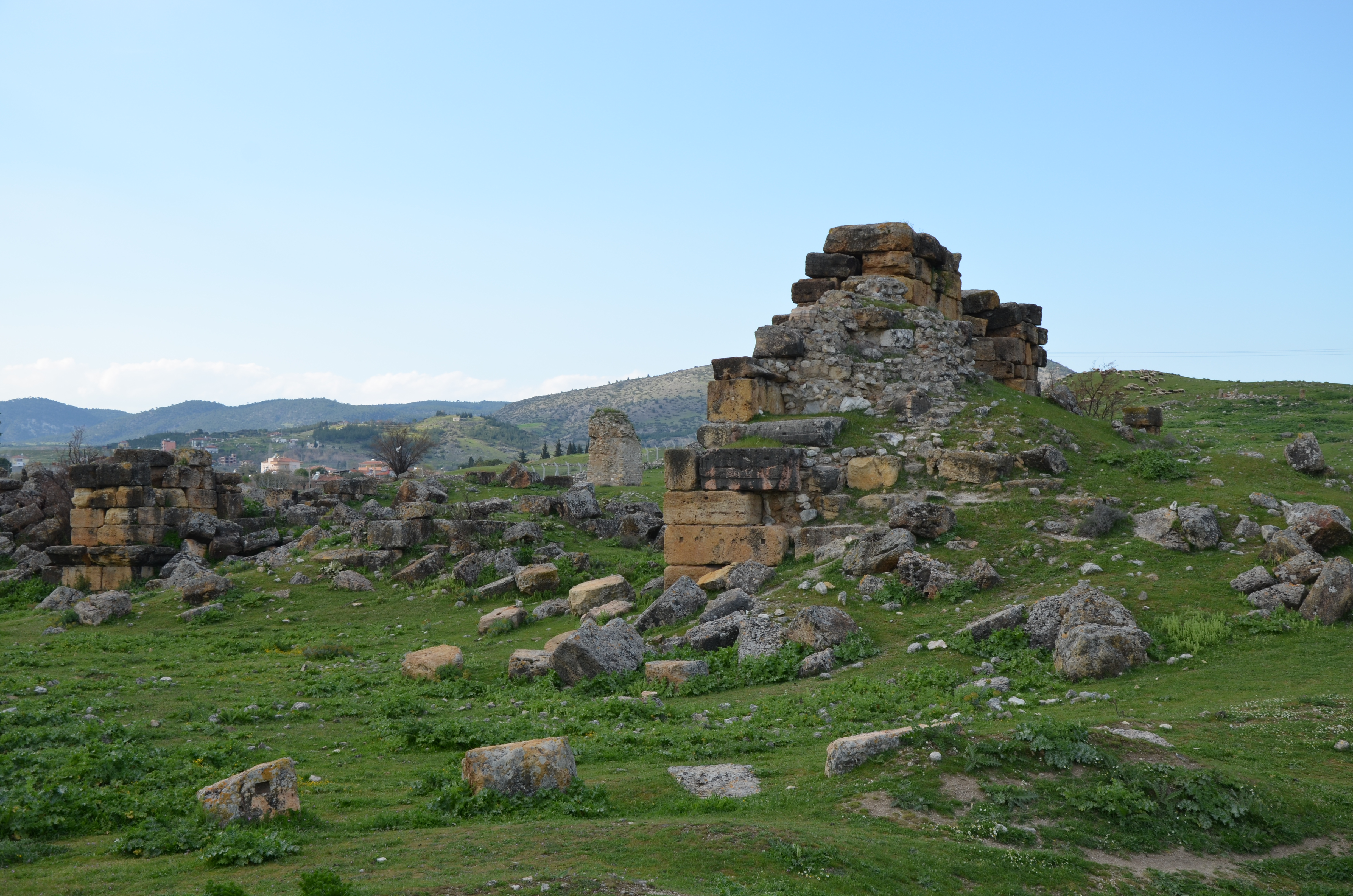
D'autres ruines

Des ruines existent encore près de Yenicekent (anciennement Yeniji ou Kash Yeniji), un canton du district de Buldan de la province de Denizli, en Turquie. Les ruines datent pour la plupart des périodes romaine et byzantine et comprennent un théâtre, des thermes, des remparts et une nécropole. Une ancienne église, datant de 1500 ans, a été mise au jour en 2013.

## Province
La première mention de Tripoli est par Pline, qui la traite comme une ville lydienne. Ptolémée et Étienne de Byzance la décrivent comme une ville carienne. Hiéroclès l'appelle également une ville lydienne.
William Mitchell Ramsay place également Tripoli au sein de la Lydie.
La ville frappe des pièces de monnaie dans l'Antiquité, dont certaines portent une image de Léto. Les catalogues de pièces de monnaie de Tripoli font généralement référence à la ville comme appartenant à la Lydie,,.
Un site Internet sur lequel divers contributeurs donnent des nouvelles de l'archéologie turque traite Tripoli comme faisant partie de la Phrygie.

## Autres noms
Pline dit que la ville s'appelle aussi Apollonia (Ἀπολλωνία), et Étienne de Byzance, qu'en son temps, elle se nomme Neapolis (Νεάπολις).

## Évêché
La ville de Tripoli est le siège d'un ancien évêché, suffragant de Sardes. On sait très peu de choses sur l'évêché, mais on retient les noms de certains évêques, notamment :
- Ramsay rapporte qu'un évêque de Tripoli en Lydie nommé Agogius assiste au premier concile de Nicée en 325[2].

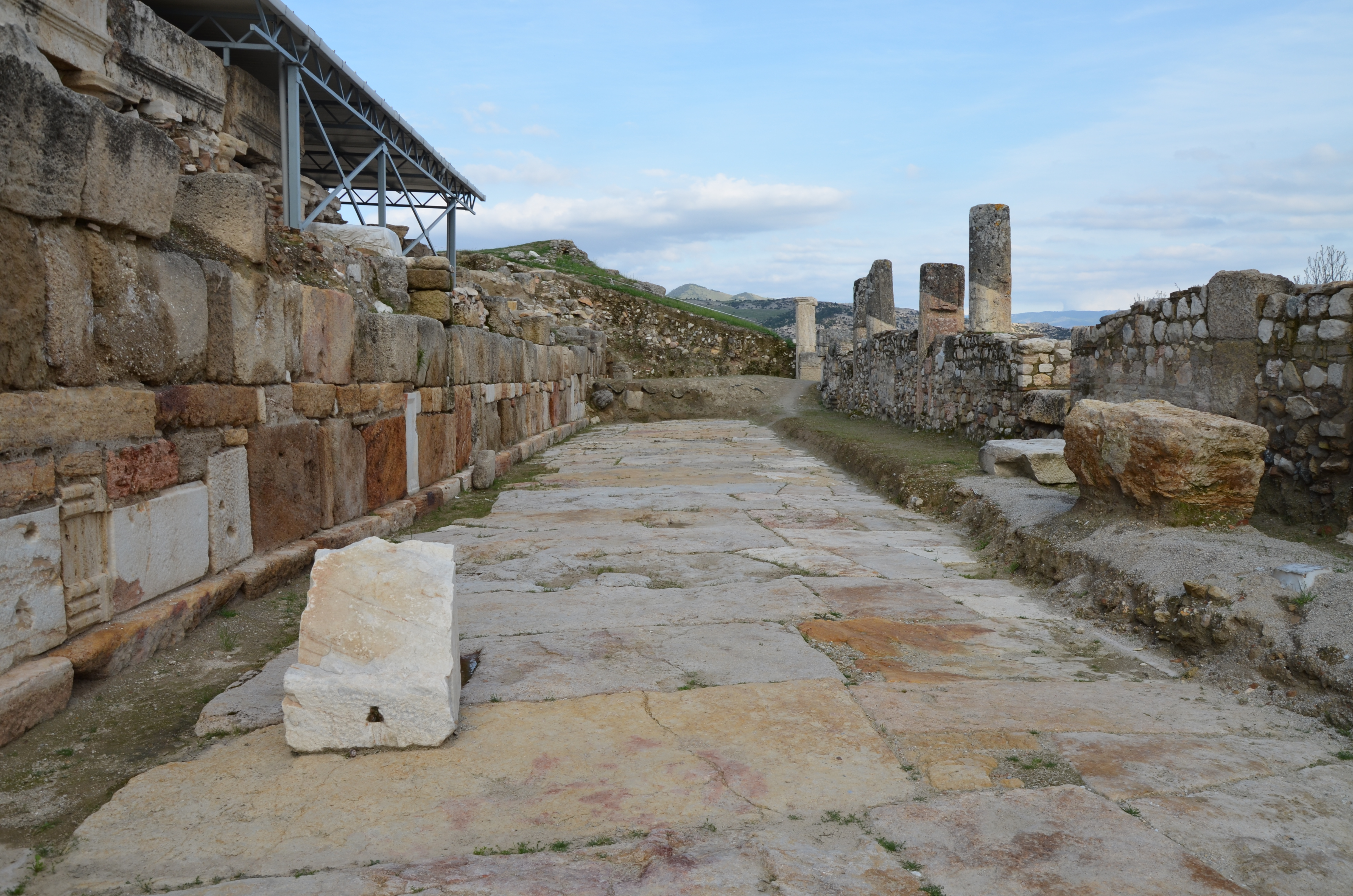
Ruines de Tripoli sur le Méandre près de Yenicekent, Turquie

- Léonce[9] Ruines de Tripoli sur le Méandre près de Yenicekent, Turquie
- Commode au Concile d'Éphèse[10] et au Concile de Chalcédoine[11].
- Paul, fl. 451.
- Jean, fl. 451[12]
- Anastase
- Sisinius[9]